# دجایرو
دجایرو (انگلیسی: Degiro) شرکت خدمات مالی هلندی است، که در سال ۲۰۰۸ تأسیس شد.